# Mercedes-Benz M09
Il Mercedes-Benz M09 (o Daimler-Benz M09) è un motore a scoppio prodotto dal 1928 al 1929 dalla Casa automobilistica tedesca Daimler-Benz per il suo marchio automobilistico Mercedes-Benz.

## Caratteristiche
Il motore M09 sostituisce il motore M04 da 3.1 litri, del quale si presenta come una versione maggiorata. Di seguito sono riportate le sue caratteristiche:
- architettura a 6 cilindri in linea;
- basamento e testata in ghisa;
- monoblocco di tipo sottoquadro;
- alesaggio e corsa: 79.8x114.8 mm;
- cilindrata: 3444 cm³;
- distribuzione a valvole laterali;
- alimentazione a carburatore;
- rapporto di compressione: 5:1;
- potenza massima: 60 CV a 3200 giri/min;
- applicazioni: Mercedes-Benz 14/60 PS Typ 350 (1928-29).

Questo motore è stato sostituito nel 1929 dal motore M10 da 3.5 litri, derivato direttamente dal 3.4 M05, ma con diverso rapporto di compressione.